# IEEE 1012
시스템 개발과정에서의 확인 및 검증을 가이드하는 표준이다. 2016연판에서는 소프트웨어 뿐만 아니라 하드웨어 및 시스템 검증까지 그 범위를 확대하였다.

###### 버전 이력
IEEE 1012-2016: IEEE Standard for System, Software, and Hardware Verification and Validation
IEEE 1012-2012: IEEE Standard for System and Software Verification and Validation

IEEE 1012-2004: IEEE Standard for Software Verification and Validation
1. ↑  “IEEE Standards Association” (영어). 2024년 9월 14일에 확인함.
2. ↑  “IEEE Standards Association” (영어). 2024년 9월 14일에 확인함.
3. ↑  “IEEE Standards Association” (영어). 2024년 9월 14일에 확인함.